# Seyi Adeleke
Seyifunmi „Seyi“ Adeleke (* 17. November 1991 in Lagos) ist ein ehemaliger nigerianischer Fußballspieler.

## Karriere
Adeleke spielte als Jugendlicher in Nigerias Hauptstadt Lagos für den Golden Planners FC und die Flying Sports Academy, bevor er im April 2008 in den Nachwuchsbereich des italienischen Klubs Lazio Rom wechselte. 2011 rückte er in den Profikader auf, wurde aber umgehend an den Drittligisten US Pergocrema verliehen. Adeleke kam für den Klub in der Saison 2011/12 zu 17 Einsätzen und erzielte drei Tore, der knapp erreichte Klassenerhalt war aber letztlich ohne Belang, da der Verein am Saisonende Konkurs ging. Für die nächste Saison folgte ein weiteres Leihgeschäft; beim italienischen Viertligisten US Salernitana stand am Saisonende zwar der Aufstieg, Adeleke hatte dazu im Saisonverlauf allerdings nur mit sechs Einsätzen beigetragen. Für die Spielzeit 2013/14 folgte für Adeleke ein weiteres Jahr auf Leihbasis, beim Schweizer Zweitligisten FC Biel-Bienne sollte er den langzeitverletzten Steven Ukoh ersetzen. Für den Klub kam er im Saisonverlauf zu zwölf Einsätzen im Mittelfeld, eine höhere Anzahl an Einsätzen verhinderten neben Eingewöhnungsproblemen zu Beginn der Leihe ein Riss des Syndesmosebands Anfang Februar 2014, wodurch er zwei Monate ausfiel.
Im August 2014 unterzeichnete der Linksfuß einen Einjahresvertrag beim australischen Erstligisten Western Sydney Wanderers, auf seine Arbeitserlaubnis und Einreise nach Australien musste er sich allerdings noch sechs Wochen gedulden, da ihm die australischen Behörden nach einem Aufenthalt in seiner Heimat Nigeria wegen der Ebolafieber-Epidemie 2014 zunächst ein Visum verweigerten. Für Sydney kam Adeleke in den folgenden Monaten zu vier Ligaeinsätzen als linker Verteidiger und gehörte auch bei der FIFA-Klub-Weltmeisterschaft 2014 zum Aufgebot. Dort kam er sowohl bei der 1:3-Niederlage im Viertelfinale gegen den mittelamerikanischen Vertreter CD Cruz Azul zum Einsatz, als auch beim Spiel um Platz 5 gegen ES Sétif aus Algerien. Gegen Sétif besiegelte Adeleke im Elfmeterschießen als achter Schütze seines Teams mit seinem Fehlschuss die Niederlage, zuvor hatten bereits drei seiner Mitspieler ebenfalls vom Punkt vergeben. Dies war zugleich sein letzter Einsatz für die Wanderers, wenig später musste er, wie auch seine Mannschaftskameraden Kwabena Appiah, Vitor Saba und Daniel Mullen, in einer separaten Trainingsgruppe trainieren, da der Klub nicht mehr mit ihnen plante. Auf Druck der australischen Spielergewerkschaft PFA durfte er zwar ins Mannschaftstraining zurückkehren, löste aber Anfang Februar 2015 schließlich seinen Vertrag auf.
Adeleke kehrte nach Italien zurück und schloss sich dort im Oktober 2015 dem italienischen Siebtligisten US Arcella an. Mitte 2016 lief Adeleke Gefahr, seine Aufenthaltserlaubnis in Italien zu verlieren, da er mit Arcella bei einem Amateurverein spielte und deshalb nach Ansicht des Comitato Olimpico Nazionale Italiano nicht mehr als Profisportler zählte.
Zur Saison 2017/18 spielte er in der nordzyprischen Kuzey Kıbrıs Süper Ligi für Aufsteiger Merit Alsancak Yeşilova. Sein Vertrag endete mit Ablauf der Saison 2018/19.
2006 gehörte Adeleke zum Aufgebot der nigerianischen U-17-Auswahl im Afrikameisterschafts-Qualifikationsspiel gegen Ruanda, verlor seinen Platz im Team allerdings. 2011 nahm er am Trainingslager der U-20-Auswahl Nigerias, das zur WM-Vorbereitung diente, teil, verpasste verletzungsbedingt allerdings die Teilnahme an der U-20-Weltmeisterschaft.